# High Plains Drifter
High Plains Drifter —titulado en Hispanoamérica La venganza del muerto, y en España, Infierno de cobardes— es un wéstern estadounidense dirigido por Clint Eastwood y estrenado el 6 de abril de 1973. El filme recaudó aproximadamente 15 700 000 dólares en taquilla.

## Argumento
Un forastero a caballo sale del desierto y se adentra en el pueblo minero aislado de Lago, en el viejo oeste americano. Tres hombres en el saloon lo insultan, burlándose de él, y luego lo siguen a la barbería. Cuando lo desafían, mata a los tres con facilidad. Poco después viola a una mujer que lo había confrontado agresivamente pero que parecía tener un "interés" en él. Esa noche, en su habitación de hotel, el forastero sueña con un hombre siendo brutalmente azotado. El sueño se transforma en un flashback en el que Jim Duncan, un alguacil federal, es asesinado delante del hotel por los forajidos Stacey Bridges y los hermanos Dan y Cole Carlin mientras los ciudadanos observan.
Al día siguiente, el sheriff Sam Shaw se acerca al forastero y le ofrece el trabajo que anteriormente tenían los hombres que mató: defender el pueblo de Bridges y los Carlin, que están a punto de ser liberados después de pasar un año en la cárcel. Él declina. Shaw, desesperado, le ofrece a cambio todo lo que quiera. El forastero se entera de que la gente del pueblo fue cómplice del asesinato de Duncan; contrataron a los forajidos para matarlo después de que descubriera que la única fuente de ingresos de la ciudad, la mina, estaba en tierras del gobierno. Luego traicionaron a los asesinos a sueldo y los entregaron. Al enterarse de esto, el forastero acepta el trabajo y aprovecha al máximo el trato. Proporciona suministros a un anciano indio y a sus hijos caramelos a expensas del comerciante cuando se niega a atenderlos y nombra al enano Mordecai, el ayudante del barbero, como nuevo sheriff y alcalde. Ordena al propietario del hotel que desaloje a sus huéspedes de las instalaciones, quedándose como único ocupante. El dueño del hotel, Lewis Belding, y su esposa Sarah, se oponen. Él arrastra a Sarah, pateando y gritando, a su habitación matrimonial y a su cama. A la mañana siguiente, mientras habla de los asesinos excarcelados, Sarah le dice al forastero que Duncan no puede descansar en paz porque está enterrado en una tumba sin nombre a las afueras de la ciudad.
El forastero instruye a la gente del pueblo en tácticas defensivas, pero carecen de habilidad para ello. También ordena que todos los edificios de la ciudad se pinten de rojo sangre. Luego, sin explicación, monta su caballo y sale de la ciudad, deteniéndose ante el cartel en el camino para renombrar la ciudad de "Lago" como "Infierno".  
Mientras tanto, Bridges y los Carlin liberados de la prisión, se dirigen a Lago. El forastero los acosa con dinamita y fuego de rifle de largo alcance, dejándolos reflexionar sobre la identidad de su atacante. Regresando a Lago, el forastero inspecciona los preparativos: la ciudad entera pintada de rojo, los habitantes del pueblo con rifles estacionados en los tejados, unas mesas repletas de comida y bebida, y una gran pancarta de "BIENVENIDOS" encima, luego vuelve a montar y se va.
La banda de Bridges llega y supera fácilmente la inepta resistencia de la gente del pueblo. Bridges dispara a varios de los líderes cívicos que los traicionaron. Al caer la noche, la ciudad está en llamas, y los ciudadanos aterrorizados se apiñan en el saloon con la pandilla de Bridges, que se burlan de ellos. Se escucha un sonido en la calle; Cole Carlin, mientras está de pie junto a la entrada del saloon, es atrapado por un látigo alrededor de la garganta, arrastrado afuera y todos escuchan mientras lo azotan hasta la muerte. Dan Carlin también es encontrado muerto, colgando de otro látigo. Mientras Bridges investiga, aparece el forastero, vence fácilmente a Bridges en duelo y lo mata.
Al salir de la ciudad a la mañana siguiente, el forastero se detiene en el cementerio mientras Mordecai está terminando una nueva lápida. "Nunca supe tu nombre", dice Mordecai. "Sí, lo sabes", responde el desconocido, dándole a entender que el enterrado era el mismo. Al pasar junto a un Mordecai desconcertado en el desierto, se desvela la escritura en la nueva lápida: «Marshal Jim Duncan: Descanse en paz.». El forastero cabalga hacia el desierto.

## Reparto
- Clint Eastwood como el forastero.
- Verna Bloom como Sarah Belding.
- Marianna Hill como Callie Travers.
- Billy Curtis como Mordecai.
- Mitchell Ryan como Dave Drake.
- Jack Ging como Morgan Allen.
- Stefan Gierasch como Mayor Jason Hobart.
- Ted Hartley como Lewis Belding.
- Geoffrey Lewis como Stacey Bridges, forajido
- Walter Barnes como Sheriff Sam Shaw.

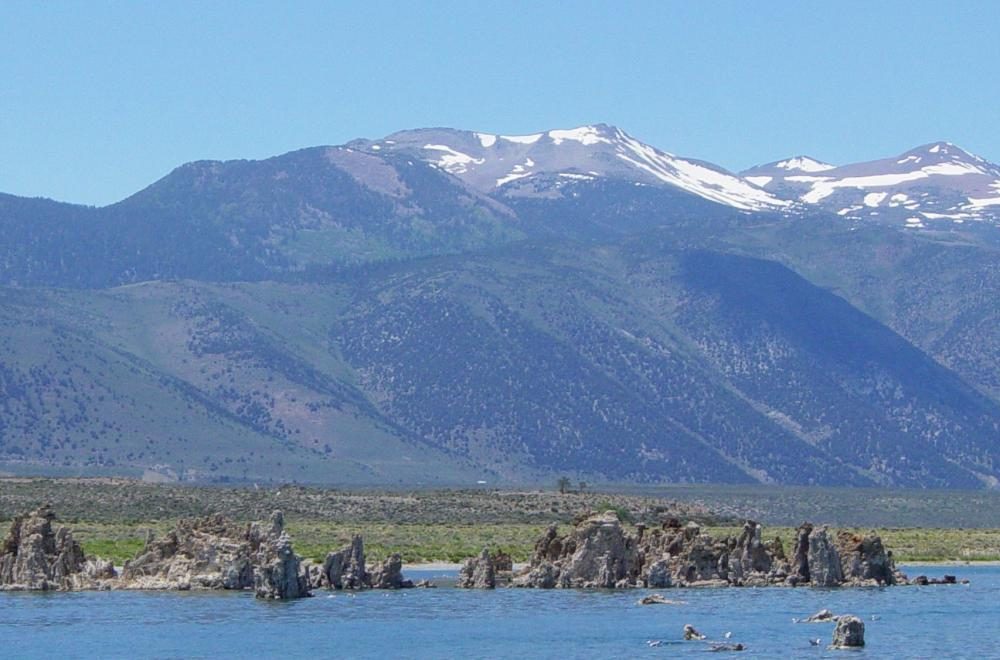
Lago Mono, lugar del rodaje.

- Paul Brinegar como Lutie Naylor.
- Richard Bull como Asa Goodwin.
- Robert Donner como Predicador.
- John Hillerman como Zapatero.

## Producción
Según los informes, a Eastwood le gustó la calidad poco convencional de la propuesta original de nueve páginas de la película, y se acercó a la Universal con la idea de dirigirla. Bajo una producción conjunta entre Malpaso y Universal, el guion original fue escrito por Ernest Tidyman, quien ya había ganado un Óscar al Mejor Guion por The French Connection. El guion de Tidyman se inspiró en el asesinato, en la vida real, de Kitty Genovese en Queens en 1964, que según los informes, hubo varios testigos presenciales observando. Los huecos en la trama se llenaron de humor negro y alegoría, influenciados por Sergio Leone. Dean Riesner, guionista de otros proyectos de Eastwood, proporcionó una reescritura no acreditada del guion.
Universal quería que Eastwood filmara la película en sus platós, pero Eastwood optó por filmar sobre el terreno. Tras explorar solo en una camioneta lugares en Oregón, Nevada y California, se instaló en el entorno "altamente fotogénico" de Mono Lake. Más de 50 técnicos y trabajadores de la construcción construyeron una ciudad entera (14 casas, una iglesia y un hotel de dos pisos) en 18 días, utilizando 150,000 pies de madera. Se construyeron edificios completos, en lugar de fachadas, para que Eastwood pudiera filmar escenas interiores en el sitio. Se filmaron escenas adicionales en Reno, el lago Winnemucca de Nevada y el bosque nacional Inyo de California. La película se completó en seis semanas, dos días antes de lo previsto y por debajo del presupuesto.
El personaje del Marshal (alguacil) Duncan fue interpretado por Buddy Van Horn, el doble de dobles de Eastwood, para sugerir que él y el forastero podrían ser la misma persona. En una entrevista, Eastwood dijo que las versiones anteriores del guion convirtieron al forastero en el hermano del alguacil muerto. Favoreció una interpretación menos explícita y más sobrenatural, y eliminó la referencia. Sin embargo, los doblajes italianos, españoles, franceses y alemanes lo restauraron. "Es solo una alegoría", dijo, "una especulación sobre lo que sucede cuando continúan y matan al sheriff y alguien regresa y apela a la conciencia de la ciudad a colaborar. Siempre hay retribución por sus acciones". El conjunto del cementerio presentado en la escena final de la película incluye lápidas grabadas "Sergio Leone" y "Don Siegel" como un truculento homenaje humorístico a sus dos directores más influyentes.

## Curiosidades
- Los nombres de los directores Sergio Leone, Don Siegel y Brian G. Hutton aparecen en las lápidas del cementerio.
- John Wayne escribió a Clint Eastwood protestando por el enfoque iconoclasta de la película, diciendo en la carta "De eso no trata el western. Ese no es el pueblo estadounidense que se asentó en este país."
- Buddy Van Horn, amigo y colaborador habitual (posteriormente le dirigiría en tres películas) aparece en el papel del Sheriff Duncan.
- Originalmente, el personaje de Eastwood fue concebido como el hermano de Duncan, pero cuando la película ya estaba rodada y montada, Eastwood hizo eliminar la frase "Ese era mi hermano" que su personaje le dice a Mordecai. Sin embargo, las copias con dicha frase ya se habían enviado a algunos países, y es por eso por lo que los doblajes de Italia, España, Francia y Alemania la conservan.

## Crítica
- «Como ángel de la venganza, el forastero de Infierno de Cobardes es insólitamente terrenal... El espectador, que ha identificado al extraño como al héroe de la película, lo ve realizando una acción reprobable» (Alberto Pezzotta).
- «La película es digna de admiración. En su desolación del lugar, en su visión humana, en su rechazo a presentar conductas psicológicas racionales de los personajes, y en su determinación de desnudar el western a su brutal esencia, la película está más en deuda con Sergio Leone que cualquier otra de Clint Eastwood» (Richard Schickel).
- «Es una fantasía sexual masculina prohibida» (Judith Crist).
- «Quizás lo habría rodado distinto si lo hiciera ahora. Tal vez omitiría la escena de la violación» (Clint Eastwood).